# Drusus balcanicus
Drusus balcanicus is een schietmot uit de familie Limnephilidae. De soort komt voor in het Palearctisch gebied.